# Sırtpınar, Cumayeri
Sırtpınar là một xã thuộc huyện Cumayeri, tỉnh Düzce, Thổ Nhĩ Kỳ. Dân số thời điểm năm 2010 là 142 người.